# Forn de la Vila
El Forn de la Vila és una obra del municipi de Bellaguarda (Garrigues) inclosa en l'Inventari del Patrimoni Arquitectònic de Catalunya.

## Descripció
Està situat als baixos de la casa de Maria del Vendrell. Era l'antic forn de la vila, avui en desús, però que es conserva en molt bon estat. La cara frontal està posada dins d'una construcció en forma d'arcada rebaixada de pedra a la que s'hi adjunta una de menor, potser de fusta.
El més peculiar de tot és la magnífica volta amagada en part per les mateixes edificacions de la casa. És de tipus hemisfèric, feta de blocs regulars de pedra, disposats uniformement en fileres, tancades el cercle.

## Història
L'edifici on està ubicat ha estat totalment reformat per adaptar-se a les noves necessitats com a habitatge. En temps anteriors allotjà la seu de l'Ajuntament i l'Escola de nens.